# Magic Paula
Maria Paula Gonçalves da Silva (Osvaldo Cruz, 11 de março de 1962) é uma ex-jogadora de basquetebol brasileira, mais conhecida como Paula ou Magic Paula (em referência ao jogador americano Magic Johnson).
É considerada uma das melhores jogadoras que o basquete produziu. Paula é a segunda maior pontuadora da história da Seleção Brasileira adulta, tendo marcado 2.537 pontos em 150 partidas oficiais (foi a que mais jogou), média de 16,9 pontos por partida.

## Biografia

### Basquetebolista
Paula é a segunda filha de uma família de quatro irmãs, todas Marias – Cássia Maria, Maria José e Maria Angélica. Praticou diversas modalidades esportivas, como natação, tênis de mesa, xadrez e atletismo, até encontrar no basquete sua verdadeira veia. Foi aos oito anos que ela viu uma professora brincando com uma bola de basquete pela primeira vez. Seu coração se encheu de emoção ao testemunhar a graciosidade daquele grande globo laranja dançando no ar, girando no aro e sendo abraçado pela cesta. A partir desse momento, não houve dúvidas: ela sabia que era aquele esporte que queria praticar.
Paula começou a jogar com apenas dez anos de idade, quando o clube da cidade montou o primeiro time de basquete feminino, e destacou-se tanto que, em 1974, foi convidada pelo técnico do Assis Tênis Clube para integrar o time da cidade. Saiu de casa, com o apoio dos pais, para viver com a família do técnico, que tinha duas filhas no time. Paula jogou tanto como armadora, e mostrou eficiência fazendo assistências, cobrando lances livres e convertendo cestas de três pontos. Após um ano e meio, o time acabou.
Paula foi então para Jundiaí, jogar na equipe do Colégio Divino Salvador. Passados três meses, com apenas catorze anos, foi convocada pela primeira vez para a Seleção Brasileira adulta, em 1976. A estreia de Magic Paula jogando com a camiseta verde e amarela aconteceu na final do Campeonato Sul-americano de 1977, no Peru, contra as donas da casa.
Depois de quatro anos no Divino, já consagrada, Paula transferiu-se para a Universidade Metodista de Piracicaba, onde acumulou diversos títulos, dentre eles dos Jogos Abertos, dos Jogos Regionais, Paulistas e Brasileiros. Lá jogou durante oito anos, até que voltou para o Cica/Divino Salvador.
Pouco tempo depois, a jogadora resolveu dar uma guinada na carreira e aceitou a proposta do time espanhol Tintoretto. Lá foi vice-campeã espanhola. Porém, uma lesão no ligamento cruzado anterior do joelho direito, que resultou em uma cirurgia, aos 27 anos, além oito meses de recuperação afastada das quadras. e,uma certa dificuldade de adaptação ao estilo de treino da equipe espanhola colaboraram para que Magic Paula voltasse ao Brasil, em 1991, quando vestiu a camisa do BCN/Piracicaba.
Paula recebeu o apelido de Magic Paula devido ao seu desempenho nas quadras, concedido pelo jornalista esportivo Juarez Araújo. Ele ficou impressionado com o estilo de Paula durante um jogo da Seleção Brasileira contra a Bulgária em 1983, no Ibirapuera. Rapidamente, o apelido foi adotado por todo o país.
Nos Jogos Pan-americanos de Havana, realizados em 1991, a Seleção Brasileira feminina disputou as finais do torneio com as próprias cubanas e Fidel Castro compareceu ao jogo. Nesse jogo, Magic Paula brilhou no segundo tempo: fez cinco arremessos de três pontos e acertou quatro, e as brasileiras venceram por 97 a 76 . Destaques  do time além de Paula eram : Hortência camisa 4, Vânia Hernandes camisa 7 , Marta e Ruth . Na entrega da medalha de ouro, Fidel Castro pediu para Paula ficar de costas e apontando para sua camisa, fez um gesto negativo com o dedo como se tivesse a intenção de não entregar o ouro à atleta e, brincando, chamou-a de "bruxa". Paula tem até hoje o Pan, de 1991, como a conquista mais marcante de sua carreira.
Em 1993, Paula foi para a Associação Atlética Ponte Preta, em Campinas, onde jogou ao lado de Hortência e conquistou o título mundial de clubes, no ginásio de Guarulhos, vencendo o Parma (Itália), na final, por 102 a 86. Após certos confrontos pessoais com Hortência, Paula voltou à Piracicaba para defender o Unimep.
Em 1994, ela conquistou o título inédito do Campeonato Mundial de seleções, realizado na Austrália, onde a Seleção Brasileira derrotou os Estados Unidos, na semifinal, por 110 a 107, e a China na grande final, por 96 a 87.
Em 1996, já jogando pelo Microcamp, além de ser campeã paulista pela oitava vez, brilhou novamente na seleção nos Jogos Olímpicos de Atlanta, conquistando a medalha de prata. Despediu-se da seleção brasileira, onde jogou por 23 anos, mas continuou na quadra, disputando os campeonatos paulistas e nacionais, até o adeus definitivo, com a camisa do BCN/Osasco, no início de 2000. Paula conquistou 27 títulos em 27 anos de carreira.

### Fora das quadras
Após o encerramento da carreira no basquete, Paula teve uma curta participação no Ministério do Esporte. Foi convidada para assumir a Secretaria Nacional de Alto Rendimento do Ministério do Esporte, porém a passagem pelo órgão Federal durou apenas 158 dias. Uma das pautas defendidas, durante o período em que esteve a frente da secretaria, foi de que os atletas deveriam ter reconhecimento como "trabalhador do esporte" pela Consolidação das Leis do Trabalho CLT. Paula pediu demissão após alegar completa falta de autonomia e planejamento para trabalhar, além de um polêmico incidente no qual ficou constatado que o Comitê Olímpico Brasileiro (COB) pagou a estadia de membros do Ministério durante a realização dos Jogos Pan-americanos de Santo Domingo.
Em 2004, Magic Paula fundou o Instituto Passe de Mágica, organização sem fins lucrativos, em Piracicaba. Com a missão de contribuir para o desenvolvimento humano por meio da cultura da prática esportiva, fortalecendo vínculos comunitários e promovendo qualidade de vida, atende hoje quase 900 crianças em três cidades do Estado de São Paulo sendo: 2 Núcleos em Piracicaba, onde iniciou o instituto; 3 Núcleos em São Paulo e 2 Núcleo em Diadema. Em cada núcleo são atendidos semanalmente cerca de 120 crianças e adolescentes entre 6 e 17 anos no contra-turno escolar. Os projetos contam com o aporte de Leis de Incentivo (Paulista e Federal) e apoios de algumas empresas com aporte direto. Em 2017 o instituto iniciou um Projeto de Formação Profissional - F5 no Vale do Ribeira, atendendo cerca de 20 municípios, contribuindo e potencializando as políticas públicas das cidades, com uma equipe especializada. Além do instituto, Paula já esteve envolvida em outros projetos filantrópicos, como o Projeto Anchieta, que busca proporcionar as bases para a reorganização de famílias, crianças e adolescentes em situação de vulnerabilidade social, e, ainda em 2004, visitou o internato feminino da Fundação CASA (antiga FEBEM) com a equipe de Ourinhos, onde ela deu uma aula de basquete para as adolescentes, que depois aplicaram o que aprenderam em um jogo descontraído. O objetivo era promover o interesse pelo esporte.
Em novembro de 2005, Magic Paula foi oficialmente confirmada para integrar o Hall da Fama do Basquete Feminino e, em abril de 2006, ela embarcou para Knoxville, no Tennessee, para participar da cerimônia.
Em dezembro de 2010, foi agraciada com a comenda da Ordem do Ipiranga pelo Governo do Estado de São Paulo.
Em 2013 a homenagem veio no Hall da Fama da Federação Internacional de Basquete (FIBA), em Genebra, na Suíça.
Em 2019, entrou para o Hall da Fama do Comitê Olímpico do Brasil.
Em 8 março de 2021, Magic Paula foi eleita como vice-presidente da Confederação Brasileira de Basquete ao lado de também ex-jogador Guy Peixoto Jr. Com isso, ela se tornou a primeira vice-presidente mulher na história da entidade. Em dezembro de 2022, renunciou ao cargo.
Em 2023, Paula entrou para o Colegiado de Direção do Comitê Brasileiro de Clubes-CBC, trazendo representatividade das mulheres para o Colegiado.

## Clubes
- Assis Tenis Clube (1974-75)
- Divino Salvador ( 1976-1979)
- Unimep (01/1980-08/1988)
- Minercal (12/1984)  - emprestada pelo UNIMEP apenas para o Sul-americano de clubes daquele ano
- Cica-Divino Salvador (08/1988-08/1989)
- Tintoretto (09/1989-05/1990)
- BCN-Piracicaba (06/1990-02/1992)
- Ponte Preta (02/1993-03/1994)
- CESP-Unimep (03/1994-04/1996)
- Leites Nestlé (12/1995; 02/1996)
- Microcamp-Campinas (04/1996-07/1998)
- BCN-Osasco (07/1998-02/2000)

## Títulos

##### Pela Seleção[4]
Jogos Olímpicos
- 7.º lugar em Barcelona (Espanha - 1992)
- medalha de prata em Atlanta (EUA - 1996)

Torneio Pré-Olímpico
- 15.º lugar (Bulgária - 1980)
- 15.º lugar (Cuba - 1984)
- 10.º lugar (Malásia e Singapura - 1988)
- 3.º lugar (Espanha - 1992)

Campeonato Mundial
- 9.º lugar (Coréia - 1979)
- 5.º lugar (Brasil - 1983)
- 11.º lugar (URSS - 1986)
- 10.º lugar (Malásia - 1990)
- campeã (Austrália - 1994)
- 4.º lugar (Alemanha - 1998)

Copa América – Pré-Mundial
- vice-campeã (Brasil – 1989)
- vice-campeã (Brasil - 1993)
- campeã (Brasil - 1997)

Jogos Pan-Americanos
- medalha de bronze em Caracas (Venezuela - 1983)
- medalha de prata em Indianápolis (EUA - 1987)
- medalha de ouro em Havana (Cuba - 1991)

Campeonato Sul-Americano
- vice-campeã (Peru - 1977)
- campeã (Bolívia – 1978)
- campeã (Peru – 1981)
- campeã (Brasil – 1986)
- campeã (Chile – 1989)
- campeã (Colômbia - 1991)

##### PELOS CLUBES[4]
- Campeonato Mundial
- campeã (1993)
- vice-campeã (1991, 1994 e 1995)

Campeonato Pan-Americano
- bicampeã de clubes (1994 e 1995)

Liga Espanhola
- vice-campeã (1989)

Taça Brasil
- campeã (1986,1987, 1991 e 1995)

Campeonato Paulista
- campeã (1981, 1984, 1985, 1986, 1992, 1993, 1994 e 1996)

## Participações
- Seis campeonatos mundiais - FIBA (jogadora brasileira que mais disputou mundiais)
- Quatro campeonatos pré-olímpicos - COI
- Quatro campeonatos pan-americanos - COI
- Dois Jogos Olimpícos - COI